# Subak
Subak är namnet på konstbevattningssystemet för risfälten på ön Bali i Indonesien som utvecklades för mer än 1000 år sedan. Balineserna bevattnade inte plantornas rötter utan vattnet användes för att skapa ett komplext, pulserande artificiellt ekosystem. Risfälten på Bali skapades kring vattentempel och bevattningen styrdes av prästerna.

## System
Subak är ett traditionellt ekologiskt hållbart bevattningssystem som håller samman det balinesiska jordbrukssamhället inom byarnas gemenskapscenter Bale Banjar och balinesiska tempel. Vattenförvaltningen leds av prästerna i vattentemplen som praktiserar Tri Hita Karanafilosofin, vilken handlar om förhållandet mellan människorna, jorden och gudarna, en uråldrig metod som följts i Indien genom Rishi inom Hinduismen.

## Hot och status
Sedan 1960-talet, har Bali attraherat mängder av besökare och turister från hela världen som en del i den indonesiska turismen. Beräkningar visar på att cirka 1 000 hektar risfält omvandlas årligen till turistanläggningar och bostäder, vilket hotar det urgamla systemet.

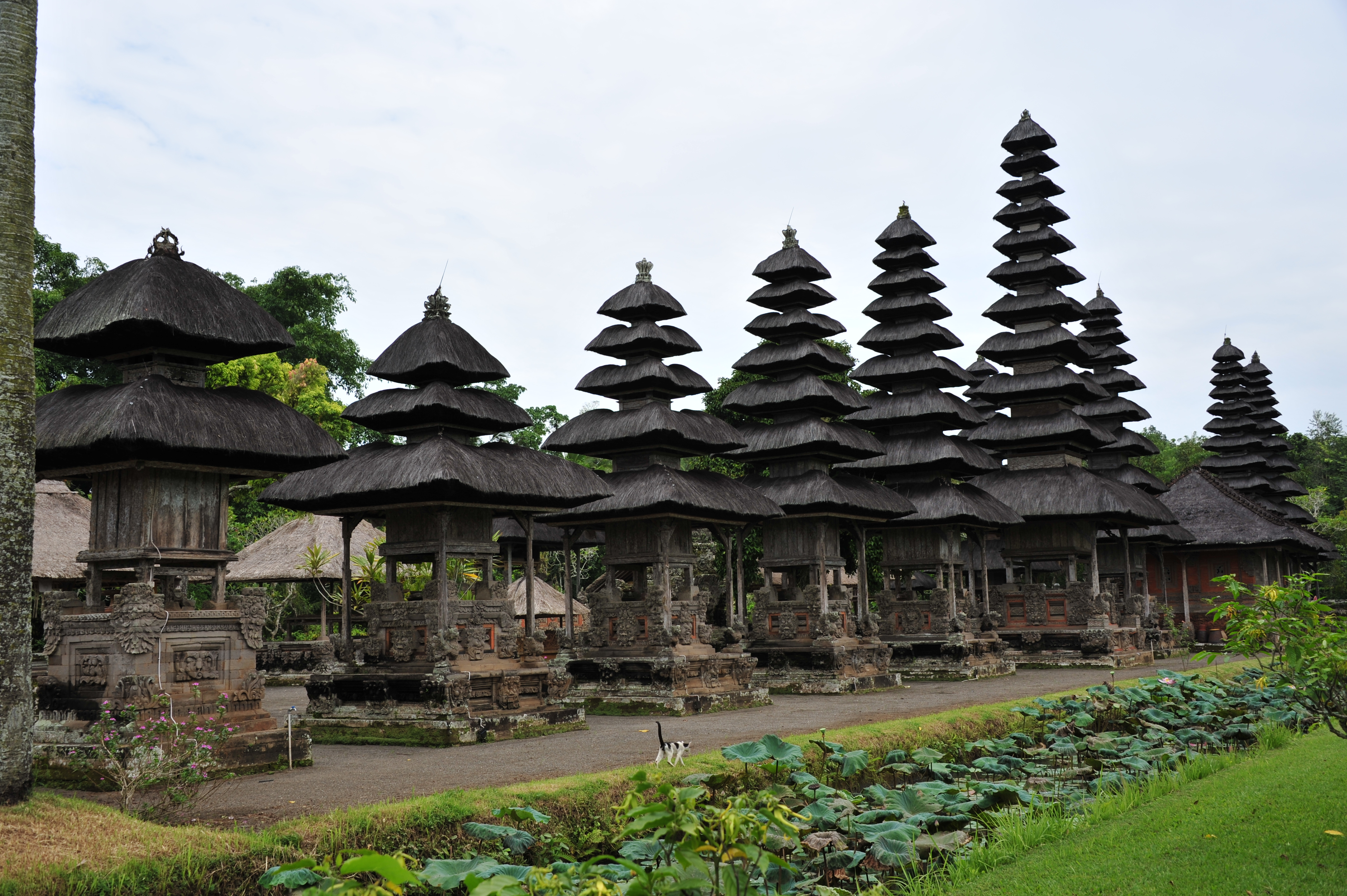
Pura Taman Ayun.

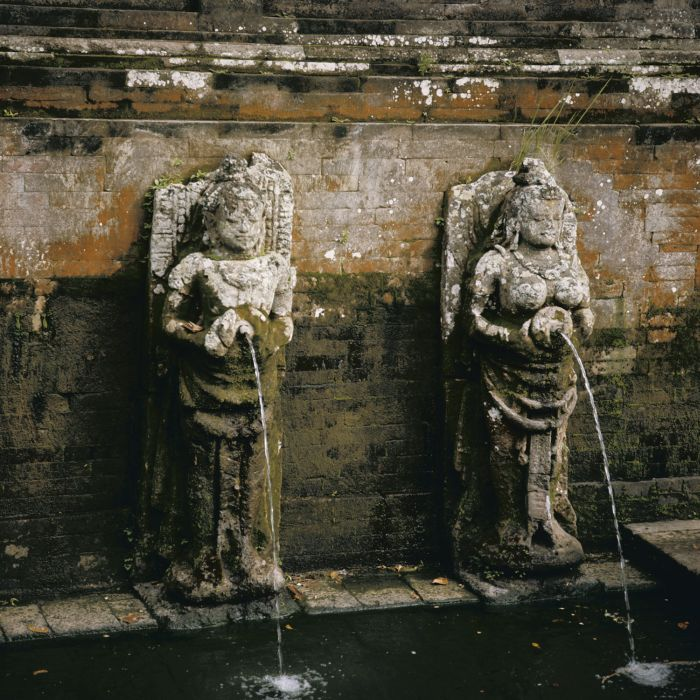
Balinesiska vattensprutande statyer i Goa Gajah petirtaan (heliga badbassänger).

I juni 2012 blev Subak uppsatt på Unescos världsarvslista.

## Museum
1981 öppnade Subak Museum i distriktet Tabanan med ett begränsat antal föremål.